# Museo delle arti decorative di Strasburgo
Il Museo delle arti decorative di Strasburgo  si trova al piano rialzato dell'antica residenza dei principi vescovi della città alsaziana, il palazzo dei Rohan.

## Le collezioni
Il museo è stato istituito utilizzando la collezione dell'Hohenlohe-Museum, fondato nel 1890 da Wilhelm von Bode, e trasferita al palazzo dei Rohans nel 1898. Essa comprende: la collezione del cardinale di Rohan e le collezioni d'arte decorativa strasburghese della prima epoca francese, dal 1681 al 1871. L’arte decorativa delle epoche precedenti è esposta al vicino Musée de l’Œuvre Notre-Dame.
La collezione comprende, in particolare, un notevole campionario di faience di Strasburgo realizzato dalla manifattura di porcellana e ceramica dei fratelli Jean e Paul Hannong, dei pezzi della Faïencerie de Niderviller, nonché le opere delle dinastie di  orafi di Strasburgo, Kirstein e Imlin.
Gli appartamenti dei principi vescovi sono ricostituiti rispettando l'aspetto che avevano prima del bombardamento del palazzo dei Rohan del 1870 e 1944. Essi sono decorati con stucchi, affreschi, trompe l'oeil, arazzi, lampadari, cineserie autentiche ed imitate, dipinti su tela e legno e mobili in stili tradizionali: rococò e, per alcune sal, primo impero.

## Galerie

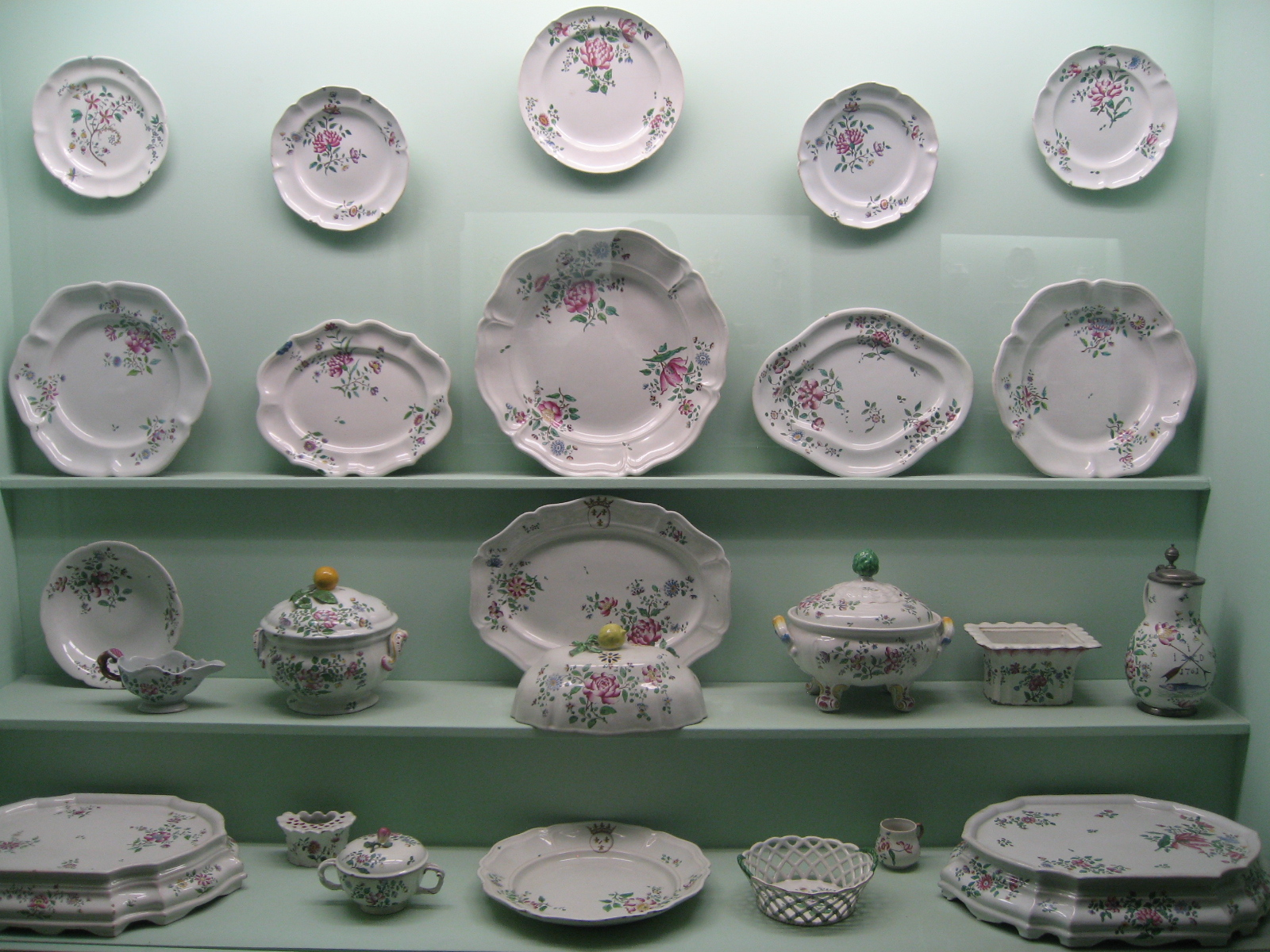
Porcellane di Paul Hannong
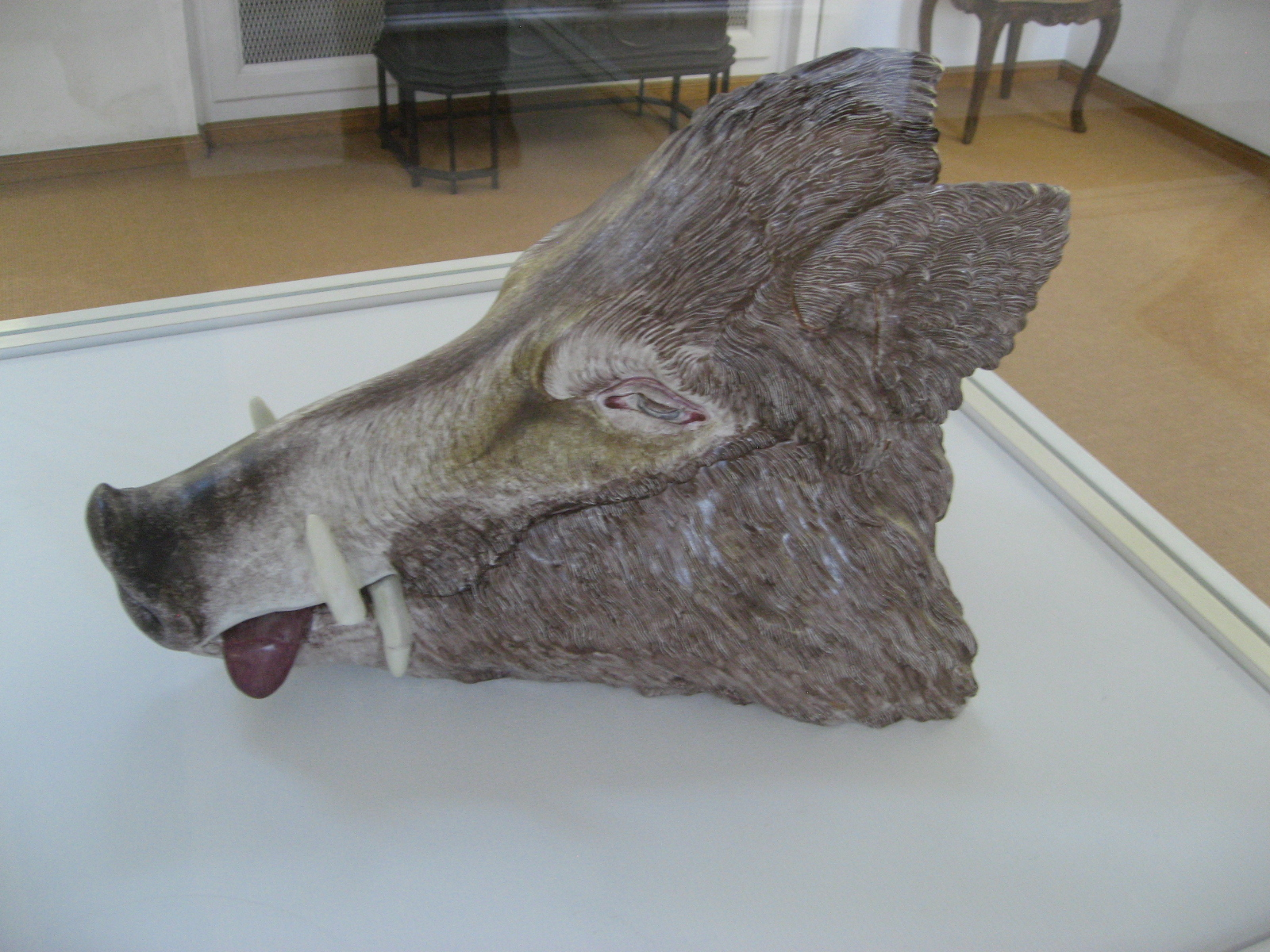
Terrina a forma di testa di cinghiale, di Paul Hannong
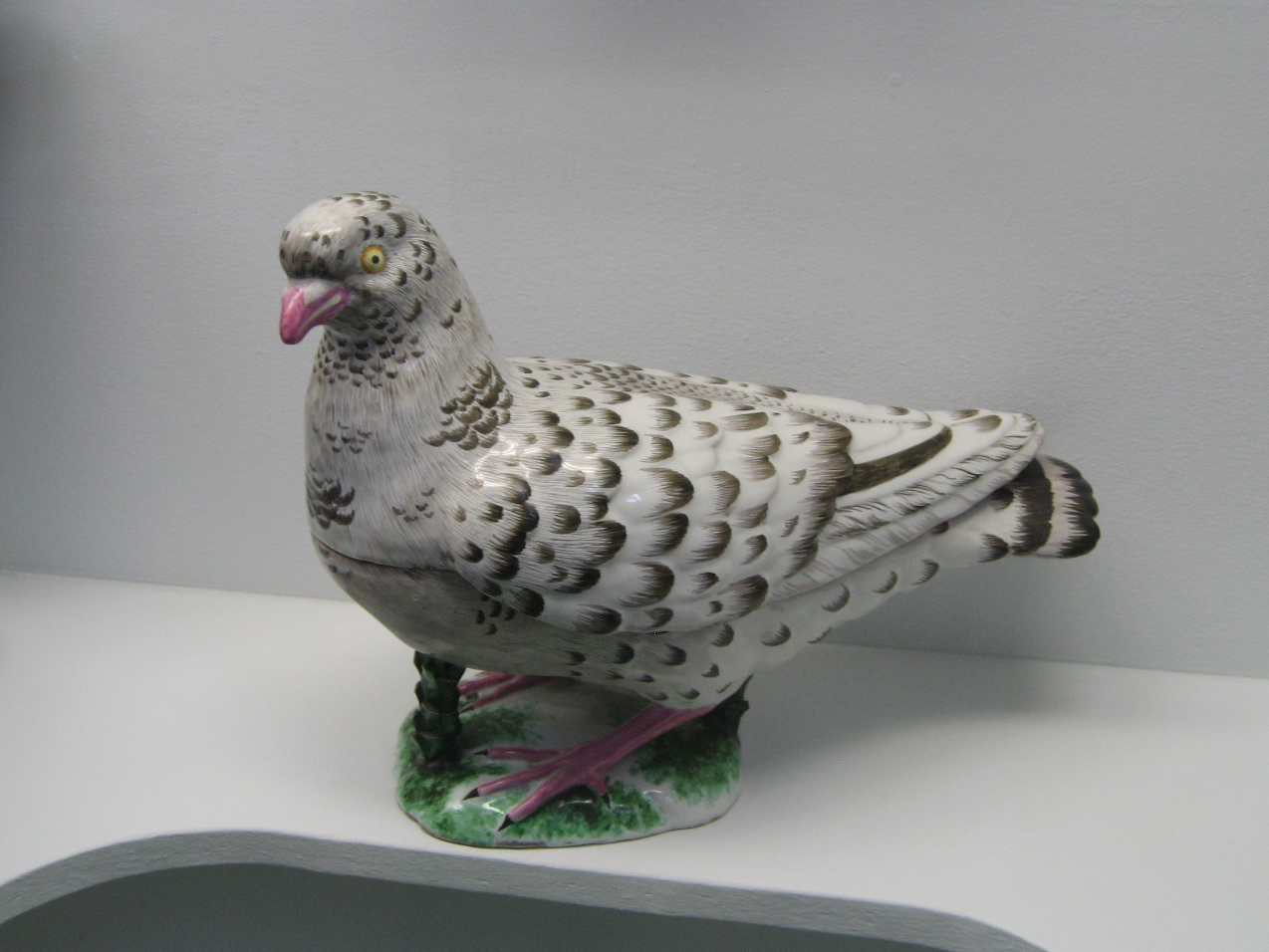
Terrina a forma di colomba, di Paul Hannong
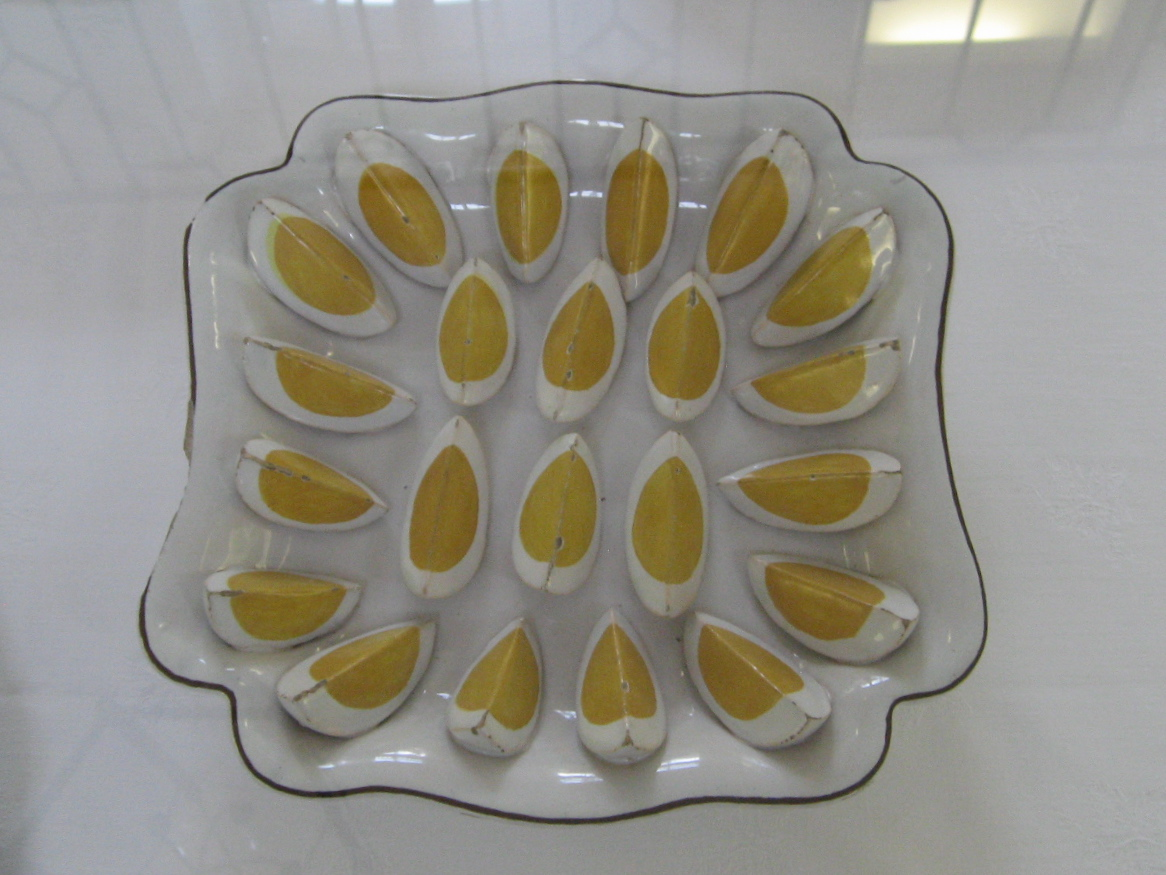
Uova sode, di Paul Hannong
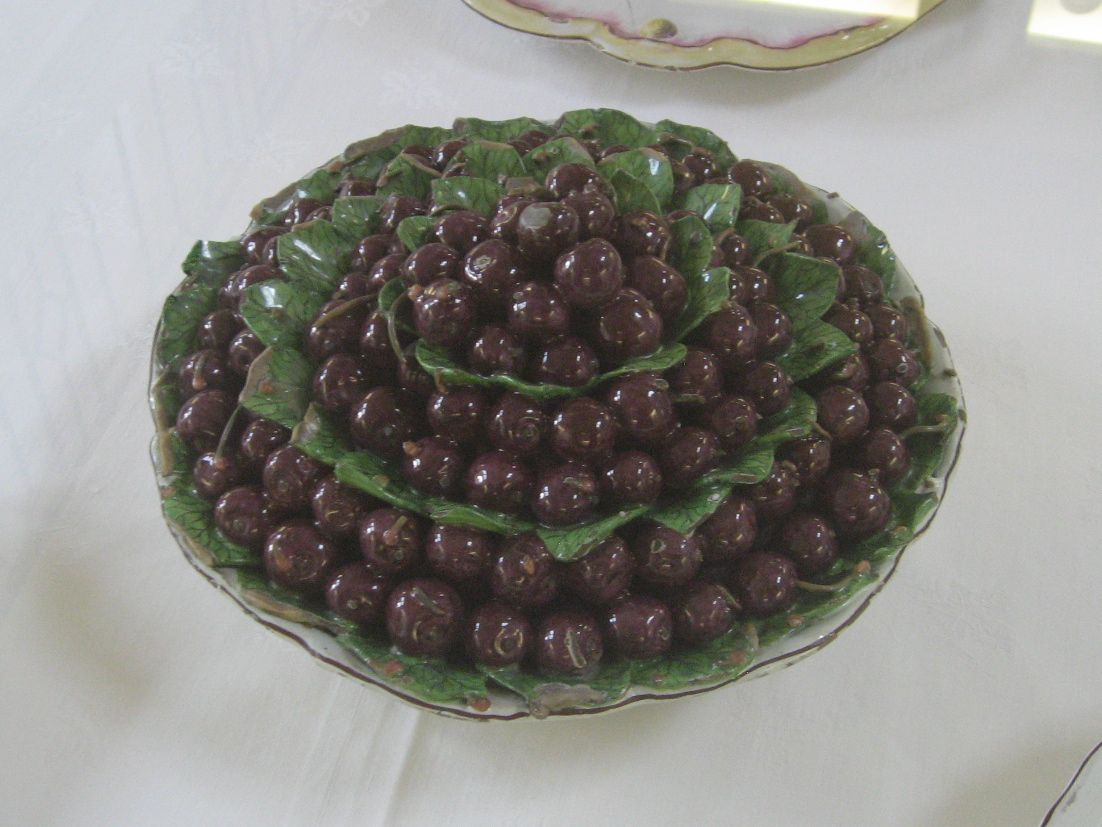
Ciliegie, di Paul Hannong
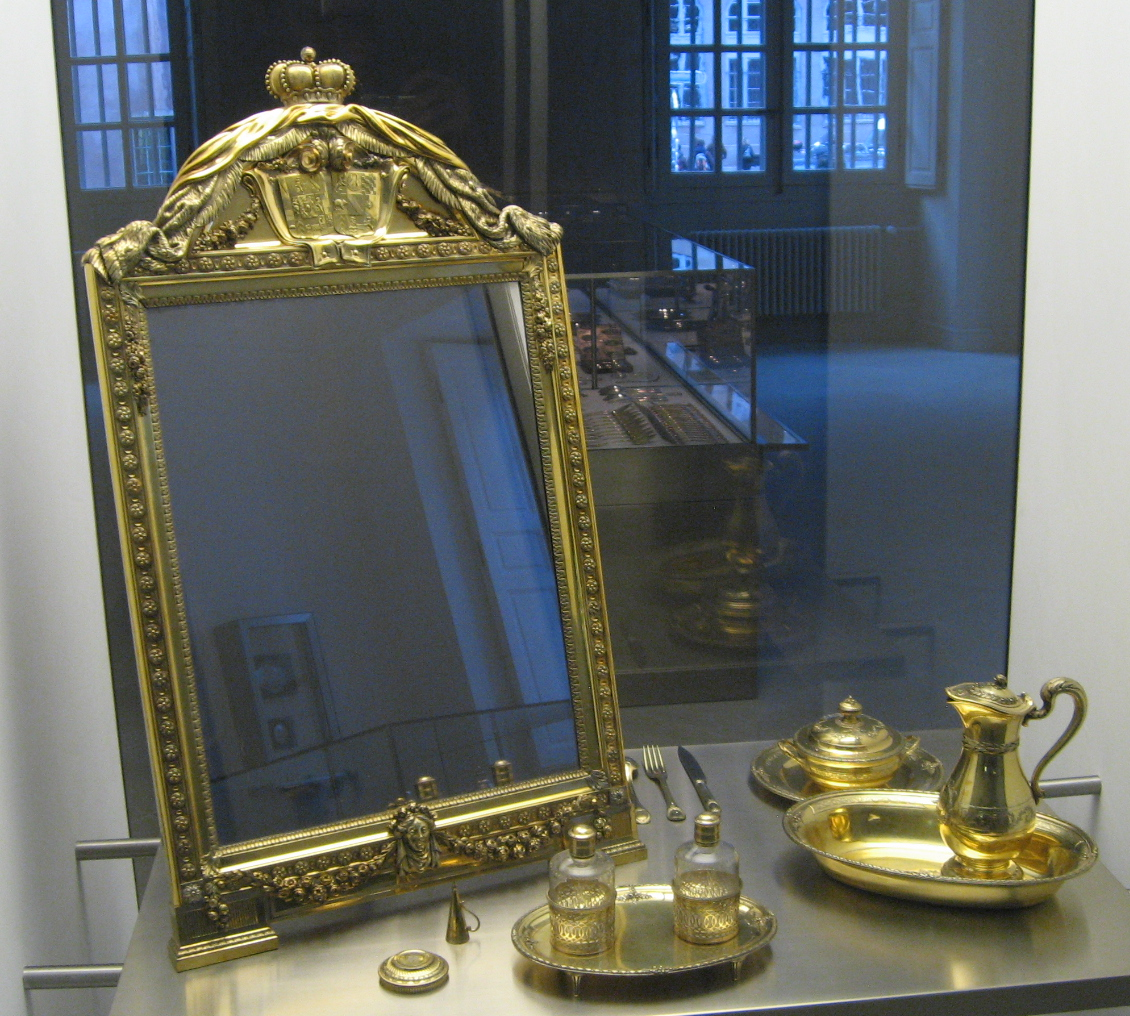
Servizio in vermeil della principessa Deux-Ponts, di Jean-Jacques Kirstein